# Andreas Schulze (Künstler, 1965)
Andreas Schulze (*  1965 in Leipzig) ist ein zeitgenössischer deutscher Künstler.

## Leben und Werk
Andreas Schulze studierte von 1995 bis 2002 bildende Kunst an der Hochschule für Grafik und Buchkunst Leipzig bei Astrid Klein. In seinen Arbeiten setzt sich Schulze mit den Grundzügen einer medialen Gesellschaft auseinander, welche auf Informationsüberfluss und ein Übermaß an Bildern setzt. Dabei steht das Verhältnis von subjektiver Narration und gesellschaftlicher Verknüpfung im Vordergrund der Reflexion. Schulze arbeitet vorwiegend mit komplexen fotografischen Serien, die als wandfüllende Tableaus bzw. als raumgreifende Installationen präsentiert werden.
Andreas Schulze lebt und arbeitet in Düsseldorf.

## Ausstellungen

### Einzelausstellungen
- 2013: Parcours, Galerie Jochen Hempel, Leipzig
- 2011: Untitled, Waterloo Station, London
- 2011: Central, Dogenhaus Galerie, Leipzig
- 2010: Vegas, Künstlerhaus Bethanien, Berlin
- 2008: Your File, Galerie für zeitgenössische Kunst Leipzig, Leipzig
- 2007: Three Works, Dogenhaus Galerie, Leipzig
- 2006: John, Amerika, Berlin

### Gruppenausstellungen
- 2013: Vom Zaudern, Württembergischer Kunstverein Stuttgart, Stuttgart
- 2013: Hungry/Hungry, Galerie Jochen Hempel, Berlin
- 2013: Jetzt Hier, Kunsthalle im Lipsiusbau, Dresden
- 2011: Fotografie seit 1839, Museum der bildenden Künste Leipzig, Leipzig
- 2010: Transatlantische Impulse/Villa Aurora, Akademie der Künste, Berlin
- 2010: Noir Complex, Magazin4 - Bregenzer Kunstverein, Bregenz
- 2010: Fotografie aus Leipzig, Stiftung Opelvillen, Rüsselsheim
- 2009: The Big Exploration, im Tal-Stiftung Wortelkamp, Hasselbach
- 2009: Art Summer, Festspielhaus Hellerau, Dresden
- 2008: The Present Of Absence, Columbus Art Foundation, Leipzig
- 2008: Three Hours Between Planes, Chicago Cultural Center, Chicago
- 2006: A3, Amerika, Berlin

## Stipendien
- 2011: Stipendium des Bundes, Cité Internationale des Arts Paris, Paris
- 2009: Arbeitsstipendium der Stiftung Kunstfonds, Bonn
- 2007: Artist-in-Residence-Programm, Goethe-Institut / Villa Aurora, Los Angeles
- 2006: Arbeitsstipendium der Kulturstiftung des Freistaates Sachsen, Dresden
- 2016: Stipendiat der Villa Kamogawa, Kyoto[1]